# Pristimantis aemulatus
Pristimantis aemulatus Ruiz-Carranza, Lynch, & Ardila-Robayo, 1997 è una rana della famiglia Strabomantidae.